# جيفري سويت
جيفري سويت (بالإنجليزية: Jeffrey Sweet)‏ هو كاتب وكاتب سيناريو أمريكي، ولد في 3 مايو 1950.

## وصلات خارجية
- جيفري سويت على موقع IMDb (الإنجليزية)
- جيفري سويت على موقع قاعدة بيانات الفيلم (الإنجليزية)